# Polyalthia dictyoneura
Polyalthia dictyoneura är en kirimojaväxtart som beskrevs av Friedrich Ludwig Diels. Polyalthia dictyoneura ingår i släktet Polyalthia och familjen kirimojaväxter. Inga underarter finns listade i Catalogue of Life.